# Destiny of a Dream
Destiny of a Dream is het eerste muziekalbum van de Franse groep Xang. Het album werd op bescheiden schaal in 1995 al uitgebracht onder de titel Destin d'un rêve. Xang speelt hier instrumentale symfonische rock, die doet denken aan Camel. Alhoewel instrumentaal wordt elke compositie door middel van een tekst uitgelegd.

## Musici
Voor de musici wordt verwezen naar het hoofdartikel.

## Composities
Alle muziek gecomponeerd door Xang.

| Nr. | Titel                                        | Duur  |
| --- | -------------------------------------------- | ----- |
| 1.  | The revelation (Franse titel: La revelation) | 7:27  |
| 2.  | Misgiving (Franse titel: Le doute)           | 4:50  |
| 3.  | My own truth (Franse titel: Ma verité)       | 5:22  |
| 4.  | The prediction (Franse titel: La prediction) | 7:04  |
| 5.  | The dream (Franse titel: Le songe)           | 3:54  |
| 6.  | Bitterness (Franse titel: Amertume)          | 10:23 |
| 7.  | The choice (Franse titel: Le choix)          | 8:11  |
| 8.  | The light (Franse titel: : La lumière)       | 13:18 |